# Газопровід Данія — Швеція

Газопровід Данія-Швеція на мапі

Газопровід Данія — Швеція — газогін, що прямує з Драгера (Данія) до Стенунгсунда (Швеція).
Після аварії на ЧАЕС у Швеції виникли плани відмови від атомної енергетики. Для заміни цих потужностей пропонувався розвиток електроенергетики на природному газі, який зокрема могли постачати із сусідньої Норвегії, що якраз готувалась до стрімкого нарощування видобутку. У 1991 році обговорення відмови від АЕС припинили та, як наслідок, відмовились від планів норвезько-шведського газопроводу. Проте за цей період встигли спорудити трубопровід невеликої потужності із Данії, хоча в підсумку здійснювані через нього поставки були спрямовані на індустріальне та комунальне споживання замість виробництва електроенергії.
Згаданий газопровід пройшов від Драгера (Данія) до Стенунгсунда (Швеція). На транскордонній ділянці його діаметр складає 600 мм, від Гельсінгборга до Гетеборга 500 мм, та нарешті на останньому відрізку зменшується до 400 мм.
Обсяг поставок через дансько-шведський інтерконектор доволі невеликий. Так, у 2013 році він склав 1,3 млрд.м³. Втім, внаслідок падіння видобутку у данському секторі Північного моря навіть для підтримки такого рівня буде потрібне надходження ресурсу через інтерконектор Німеччина-Данія.